# Friedrich von Roth
Friedrich Ritter von Röth (29 de Setembro de 1893 - 31 de Dezembro de 1918) foi um piloto alemão durante a Primeira Guerra Mundial. Abateu 28 aeronaves inimigas, o que fez dele um ás da aviação. Foi o melhor piloto alemão da guerra a abater balões de observação; um total de vinte.